# Akseli Gallen-Kallela
Akseli Gallen-Kallela (26 d'abril de 1865 - 7 de març de 1931) pintor, il·lustrador i artesà finlandès, molt conegut per les seves il·lustracions del Kalevala, el poema èpic nacional finès. El seu treball es considera clau en l'origen del sentiment nacional del seu país.

## Pintures

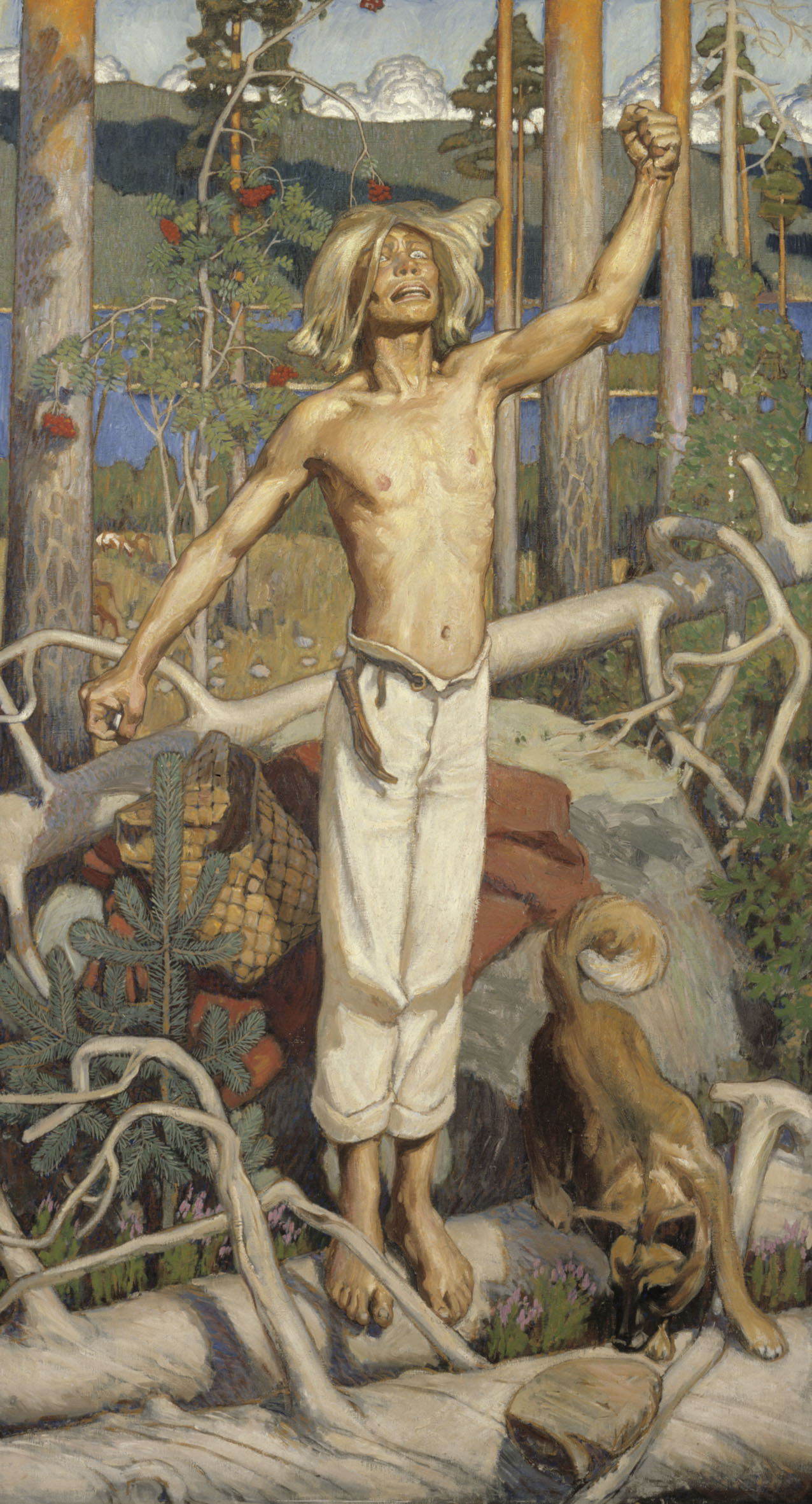
La maledicció de Kullervo

- Llac Keitele Arxivat 2006-10-18 a Wayback Machine. (1905), a la National Gallery de Londres
- Nen amb un corb (1884)
- Vella i gat (Akka ja kissa) (1885)
- Démasquée (1888)
- El tríptic d'Aino (1891)
- La cataracta de Mäntykoski (1892)
- Escena d'hivern a Imatra (1893)
- La forja del Sampo (1893)
- Jean Sibelius (1894)
- La defensa del Sampo (1896)
- La mare de Lemminkäinen (Lemminkäisen äiti) (1897)
- El fratricida (1897)
- La venjança de Joukahainen (1897)
- Simposi (1894)
- La maledicció de Kullervo (Kullervon kirous) (1899)
- Kullervo se'n va la guerra (1901)
- Tardor. les cinc creus (1902).
- Ad Astra (1907)
- La barca de Väinämöinen (Väinämöisen lähto) (1909)

## Petita galeria

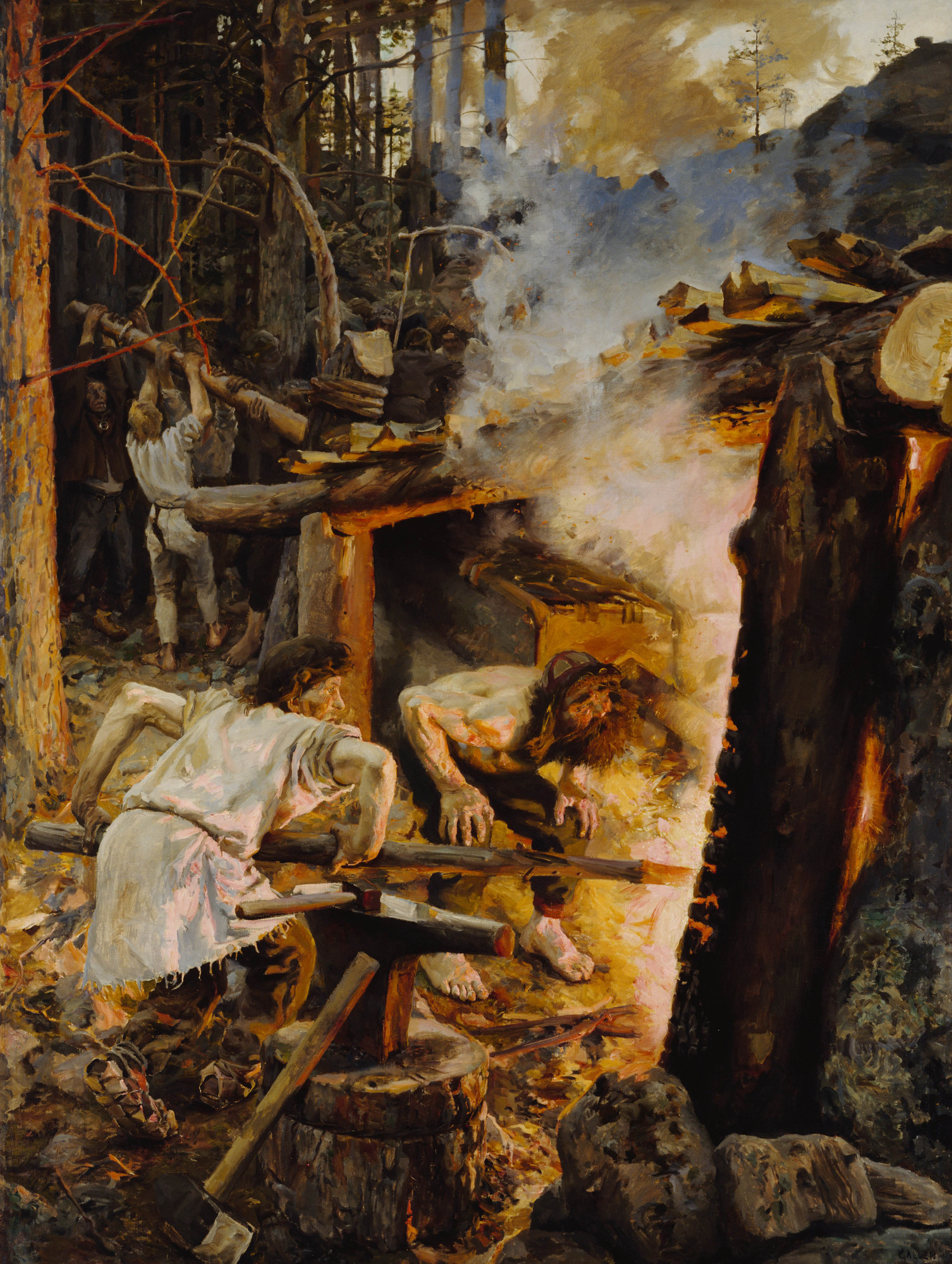
La forja del Sampo
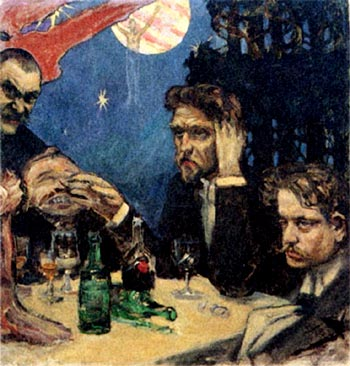
Simposi
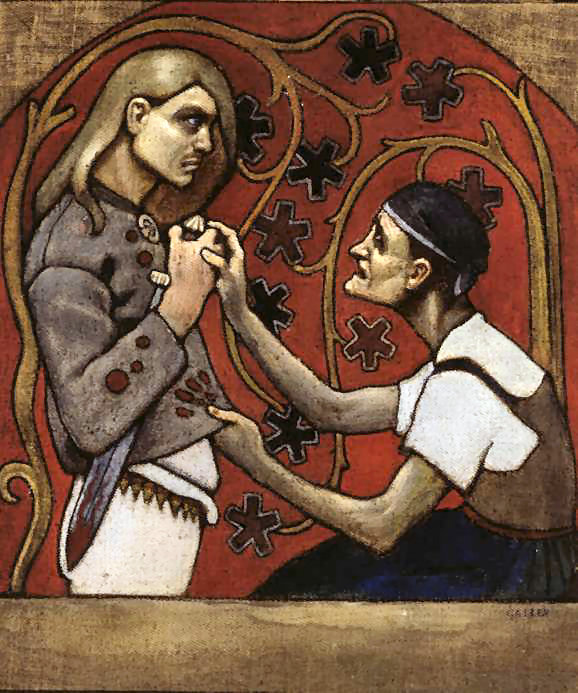
Velisurmaaja
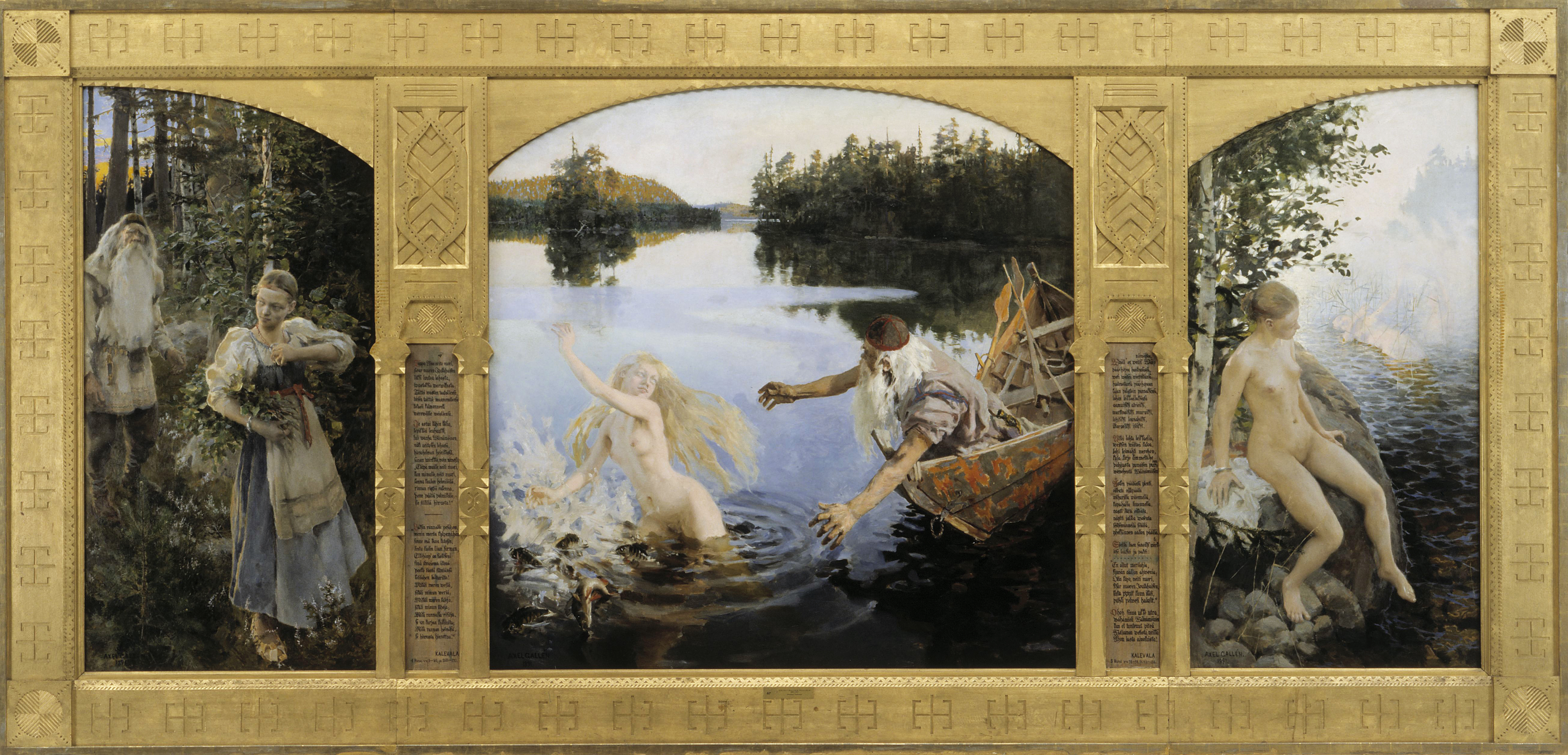
El tríptic d'Aino
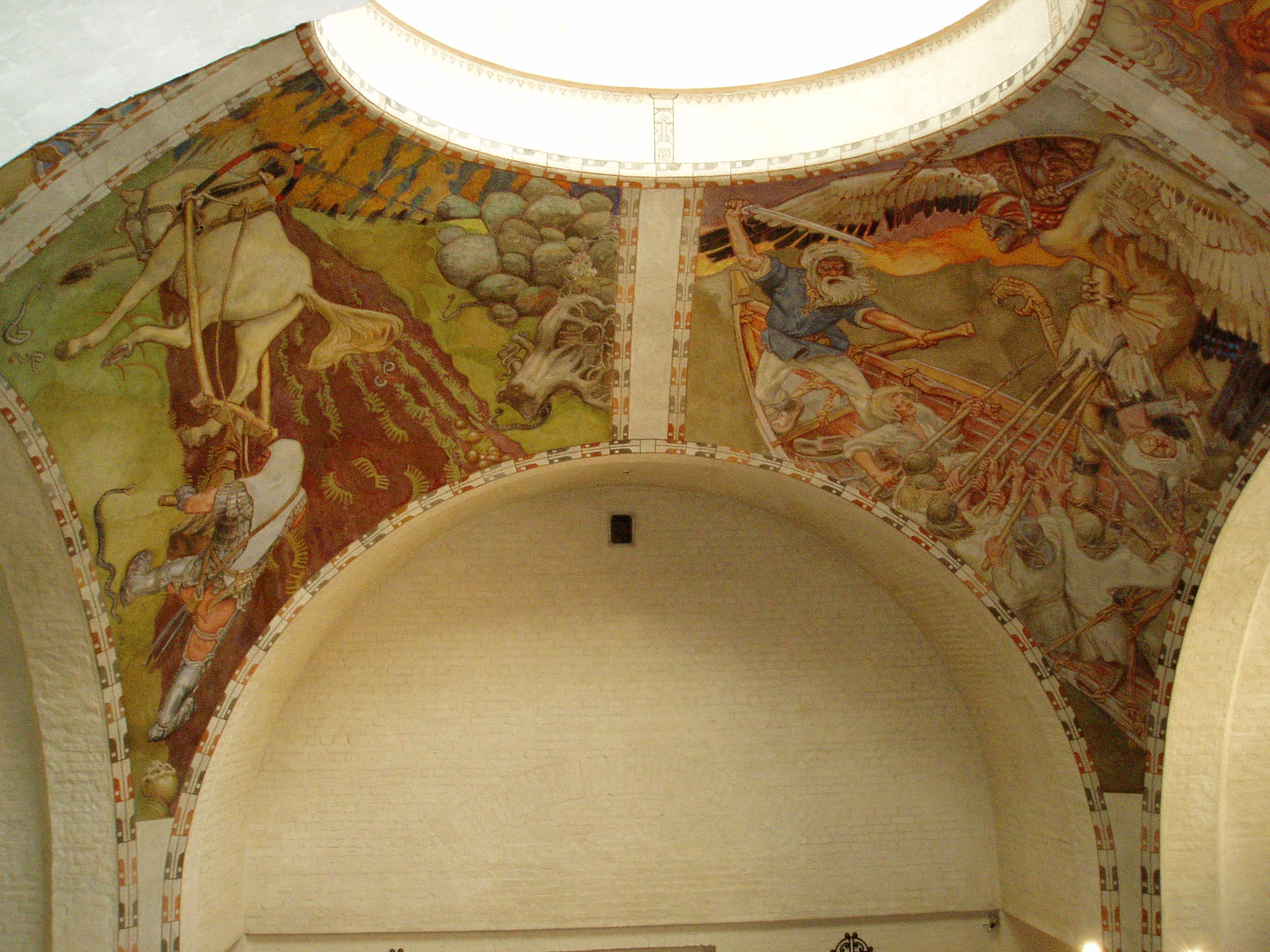
Museu Nacional d'Història d'Helsinki: frescos de Ilmarinen llaurant el camp d'escurçons i La defensa del Sampo
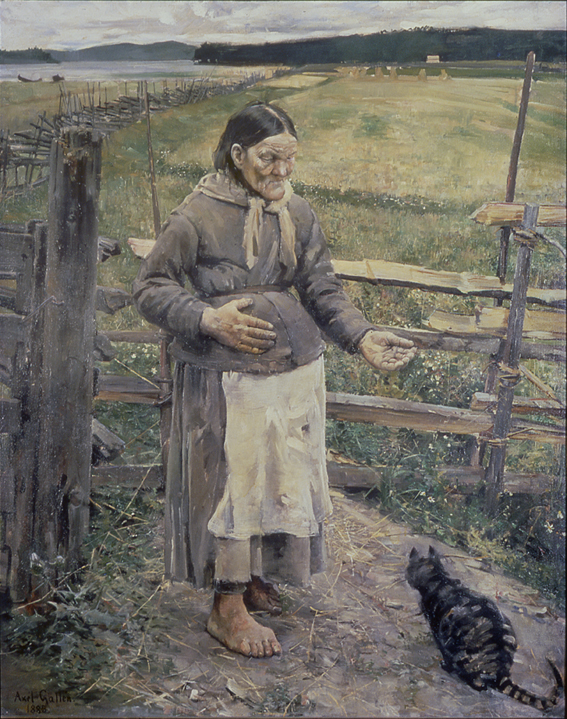
Vella i gat